# Zombori
A Zombori régi magyar családnév, amely a származási helyre utalhat: Zombor (Szerbia, korábban Bács-Bodrog vármegye, Kiszombor (Csongrád-Csanád vármegye), Mezőzombor (Borsod-Abaúj-Zemplén vármegye).

## Híres Zombori vagy Zombory nevű személyek
Zombori
- Zombori András (1965) válogatott labdarúgó
- Zombori Ödön (1906–1989) olimpiai bajnok birkózó
- Zombori Sándor (1951) válogatott labdarúgó, újságíró
- Zombori Vilmos (1906–1993) román válogatott magyar labdarúgó

Zombory
- Zombory Lajos (1867–1933) építész, festőművész
- Zombory László (1901–1984) vegyészmérnök, a kémiai tudományok doktora

hasonló nevű személyek
- Zombory-Moldován Béla (1885–1967) festőművész